# Urziceni-Pădure, Satu Mare
Urziceni-Pădure (maghiară Csanálosnagyerdő) este un sat în comuna Urziceni din județul Satu Mare, Transilvania, România.

 Acest articol despre o localitate din județul Satu Mare este deocamdată un ciot. Puteți ajuta Wikipedia prin completarea lui.